# Samannud
Samannud (arab. سمنود) – miasto w Egipcie, w muhafazie Al-Gharbijja. W 2006 roku liczyło 51 177 mieszkańców.